# Kemang Manis (Semidang Alas)
Kemang Manis is een bestuurslaag in het regentschap Seluma van de provincie Bengkulu, Indonesië. Kemang Manis telt 324 inwoners (volkstelling 2010).